# District d'Ambatofinandrahana
Le district d'Ambatofinandrahana est un district du centre de Madagascar situé dans la région d'Amoron'i Mania, dans la province de Fianarantsoa.